# Bill Remembered
Bill Remembered – A Tribute to Bill Evans är ett musikalbum från 2000 med Monica Zetterlund.
Albumet är en hyllning till pianisten Bill Evans, som Monica Zetterlund samarbetade med på 1960- och 1970-talen. (De gjorde bland annat albumet Waltz for Debby tillsammans.) Det var planerat att bli Zetterlunds sista studioalbum, vilket det också blev. Då hon var rörelsehindrad gjorde hon sin sånginsats sittande hemma i sin fåtölj.

## Låtlista
1. I Remember Bill (Don Sebesky) – 4'09
2. The Best Thing for You (Irving Berlin) – 3'18
3. I Never Say Good-Bye – 4'26
4. Young and Foolish (Albert Hague/Arnold Horwitt) – 3'20
5. How Long has This Been Going On (George Gershwin/Ira Gershwin) – 3'33
6. Gone With the Wind (Allie Wrubel/Herb Magidson) – 4'01
7. My Foolish Heart (Victor Young/Ned Washington) – 4'03
8. Waltz for Debby (Bill Evans/Gene Lees) – 3'15
9. But Beautiful (Jimmy van Heusen/Johnny Burke) – 4'42
10. The Masquerade is Over (Allie Wrubel/Herb Magidson) – 4'32
11. My Ideal (Leo Robin/Richard Whiting/Newell Chase) – 3'44
12. They Say It's Spring (Marty Clark/Bob Haymes) – 3'57
13. Stay and Love My Blues Away (Blossom Dearie/Jack Segal) – 3'20
14. They Can't Take That Away from Me (George Gershwin/Ira Gershwin) – 6'42

## Listplaceringar
| Lista (2000) | Topplacering |
| ------------ | ------------ |
| Sverige      | 53           |